# أسماك برميلية
الأسماك البرميلية أو الرطاميات (الاسم العلمي: Centrolophidae)، فصيلة أسماك بحرية من الفرخيات. تضم الفصيلة حوالي 31 نوعًا. توجد في المياه المعتدلة والاستوائية في جميع أنحاء العالم.